# Füsseni béke
A füsseni békét 1745. április 22-én írta alá III. Miksa bajor választófejedelem és Mária Terézia osztrák uralkodó főhercegnő, magyar és cseh királynő Füssenben. A békekötés az osztrák örökösödési háború idején történt.
A béke következményeképpen az osztrákok kivonták csapataikat Bajorország területéről, cserébe a bajorok elismerték a Pragmatica sanctiót. Ezen felül a bajorok felhagytak Franciaország támogatásával, és III. Miksa József ígéretet tett arra, hogy a császárválasztáskor Ferenc lotaringiai hercegre (Mária Terézia férjére) szavaz.